# Darya Zamanova
Darya Zamanova est une joueuse de volley-ball azérie née le 30 avril 1987. Elle mesure 1,94 m et joue attaquante. Elle totalise 64 sélections en équipe d'Azerbaïdjan. 

## Clubs
| Club           | Pays        | De        | À         |
| -------------- | ----------- | --------- | --------- |
| Azerrail Bakou | Azerbaïdjan | 2006-2007 | 2009-2010 |
| Shirvan VK     | Azerbaïdjan | 2010-2011 | 2010-2011 |
| Azerrail Bakou | Azerbaïdjan | 2011-2012 | 2011-2012 |
| Azəryol VK     | Azerbaïdjan | 2012-2013 | …         |

## Palmarès
- Championnat d'Azerbaïdjan
  - Vainqueur : 2007, 2008.